# 中村勤
中村 勤（なかむら つとむ、1943年7月27日 - ）は、日本の政治家、サッカー選手。広島県安芸郡府中町議会議員、JSL1部所属のフジタSC（現：湘南ベルマーレ）監督を歴任。旭日双光章受章。

## 来歴
広島市立船越小学校、修道中学校・高等学校卒業。
修道中2年からサッカーを始める。修道高校時代は下村幸男監督の下、森孝慈を中心としたチームで、吉田浩、若山待久と3トップを組み、1961年国体優勝。更に全国高校サッカー選手権で釜本邦茂や二村昭雄を擁する京都府代表の山城高校を破り優勝、高校2冠を達成した。
高校卒業後、1962年東洋工業（現：マツダ）へ入社。東洋工業蹴球部（のちのマツダSC、現：サンフレッチェ広島）へ入部。1965年JSL初年度には右ウイングとして岡光龍三、松本育夫、桑田隆幸、桑原楽之らと共にFWの一員として東洋工業の無敗優勝に貢献した。
4年後退社し早稲田大学へ進学。釜本邦茂、森孝慈、大野毅、松永章らと同大学ア式蹴球部の黄金期の一員を担い、1966年には東洋工業を全日本選手権（現：天皇杯）で破り日本一に貢献。
大学在籍時に高校の先輩である黒木芳彦に頼まれて当時栃木4部リーグに在籍していた藤和不動産サッカー部に助っ人として参加。石井義信、セルジオ越後、比嘉セイハンらとプレー、突破力のあるウイングとしてチームを牽引、1973年のJSLでは得点ランキング3位（10得点）およびベストイレブンに輝く。1975年後期リーグからチームは親会社に転籍しフジタ工業クラブサッカー部と改称。
1976年藤和不動産の親会社であるフジタ工業（現：フジタ）へ入社。石井義信の後を受けて1981年から1984年までフジタ監督。カルバリオ、古前田充、今井敬三、池内豊、手塚聡、野村貢らを擁し、1981年のJSL優勝。
その後はサッカーから離れ社業に専念していた。
1993年、Jリーグ入りを目指すベルマーレ平塚（現：湘南ベルマーレ）に出向、チーム総括部長に就任した。同年ジャパンフットボールリーグ（旧：J1）で優勝し、同年末にJリーグ入りを果たす。1994年の天皇杯優勝も経験した。
その後は地元に帰り、2000年9月に府中町議会議員に初当選。
また、小沢通宏が総監督を務める安芸府中サッカースポーツ少年団のコーチとして活躍した。
2021年秋の叙勲で旭日双光章を受章。

## 議員歴
- 2000年9月 府中町議会議員 初当選
- 2003年9月 平成14年度決算審査特別委員会委員長
- 2006年3月 平成18年度予算委員会委員長

- 2006年
  - 9月 自治制度特別委員会委員長
  - 10月 第45代府中町議会議長（2年間）
- 2010年10月 第46代府中町議会議長（2年間）
- 2012年10月 第47代府中町議会議長（2年間）

## 個人成績
| 国内大会個人成績 | 国内大会個人成績 | 国内大会個人成績 | 国内大会個人成績 | 国内大会個人成績             | 国内大会個人成績           | 国内大会個人成績 | 国内大会個人成績 | 国内大会個人成績 | 国内大会個人成績 | 国内大会個人成績 | 国内大会個人成績 |
| 年度             | クラブ           | 背番号           | リーグ           | リーグ戦                     | リーグ戦                   | リーグ杯         | リーグ杯         | オープン杯       | オープン杯       | 期間通算         | 期間通算         |
| 年度             | クラブ           | 背番号           | リーグ           | 出場                         | 得点                       | 出場             | 得点             | 出場             | 得点             | 出場             | 得点             |
| 日本             | 日本             | 日本             | 日本             | リーグ戦                     | リーグ戦                   | JSL杯            | JSL杯            | 天皇杯           | 天皇杯           | 期間通算         | 期間通算         |
| ---------------- | ---------------- | ---------------- | ---------------- | ---------------------------- | -------------------------- | ---------------- | ---------------- | ---------------- | ---------------- | ---------------- | ---------------- |
| 1965             | 東洋             | 24               | JSL              | 7                            | 0                          | -                | -                |                  |                  |                  |                  |
| 1966             | 東洋             | 24               | JSL              | 0                            | 0                          | -                | -                |                  |                  |                  |                  |
| 1968             | 藤和             |                  | 栃木4部          |                              |                            | -                | -                |                  |                  |                  |                  |
| 1969             | 藤和             |                  | 栃木1部          |                              |                            | -                | -                |                  |                  |                  |                  |
| 1970             | 藤和             |                  | 関東             |                              |                            | -                | -                |                  |                  |                  |                  |
| 1971             | 藤和             |                  | 関東             |                              |                            | -                | -                |                  |                  |                  |                  |
| 1972             | 藤和             |                  | JSL1部           |                              |                            | -                | -                |                  |                  |                  |                  |
| 1973             | 藤和             |                  | JSL1部           |                              | 10                         |                  |                  |                  |                  |                  |                  |
| 1976             | フジタ           |                  | JSL1部           |                              |                            | -                | -                |                  |                  |                  |                  |
| 通算             | 日本             | 日本             | JSL              | 38                           | 14\|\|\|\|\|\|\|\|\|\|\|\| |                  |                  |                  |                  |                  |                  |
| 総通算           | 総通算           | 総通算           | 総通算           | \|\|\|\|\|\|\|\|\|\|\|\|\|\| |                            |                  |                  |                  |                  |                  |                  |

## 個人タイトル
- 1973年：JSLベスト11

## 監督成績
| 年度 | 所属   | クラブ | リーグ戦 | リーグ戦 | リーグ戦 | リーグ戦 | リーグ戦 | リーグ戦 | カップ戦 | カップ戦 |
| 年度 | 所属   | クラブ | 順位     | 試合     | 勝点     | 勝利     | 引分     | 敗戦     | JSL杯    | 天皇杯   |
| ---- | ------ | ------ | -------- | -------- | -------- | -------- | -------- | -------- | -------- | -------- |
| 1981 | JSL1部 | フジタ | 優勝     | 18       | 27       | 11       | 5        | 2        | 準決勝   | 2回戦    |
| 1982 | JSL1部 | フジタ | 4位      | 18       | 20       | 8        | 4        | 6        | 優勝     | 準優勝   |
| 1983 | JSL1部 | フジタ | 3位      | 18       | 21       | 7        | 7        | 4        | 1回戦    | 準決勝   |
| 1984 | JSL1部 | フジタ | 6位      | 18       | 18       | 6        | 6        | 6        | 準々決勝 | 準決勝   |

## 参考資料
- サッカー人生 - 中村勤公式
- 「JSL人物レビュー」『週刊サッカーマガジン』1972年05月01日号
- クラブ沿革 - 湘南ベルマーレ公式